# Карл Кемпе
Юган Карл Кемпе (швед. Johan Carl Kempe; 8 грудня 1884 – 8 липня 1967) ― шведський промисловець, власник компанії Mo och Domsjö AB (пізніше ― Holmen), одного з найбільших підприємств у сфері целюлозно-паперової промисловості Швеції. Також брав участь у роботі низки інших компаній сім'ї Кемпе. Був срібним призером з тенісу на літніх Олімпійських іграх 1912 року в Стокгольмі.
Карл Кемпе народився в Стокгольмі в родині промисловця Франса Кемпе. Закінчив середню школу також в Стокгольмі, потім, в 1903-1905 роках, навчався в Уппсальському університеті, а в 1906 році почав працювати на Mo och Domsjö AB. Змінив батька на посаді генерального директора Mo och Domsjö AB у 1917 році. Компанія, яку він прийняв від свого батька, спочатку зберігала багато рис традиційних технологій заготівлі лісоматеріалів, але завдяки зусиллям Карла Кемпе, який приділяв велику увагу інвестиціям в дослідження і розробки, вона перетворилася на сучасне підприємство хімічної промисловості.
Кемпе сам стверджував, що він проводив час в університеті в основному за грою в теніс і карти, а також беручи уроки танців. Завдяки першому з цих захоплень він зміг на літніх Олімпійських іграх 1912 року в Стокгольмі виграти срібну медаль у чоловічому зальному парному заліку (спільно з Гуннаром Сеттервалем).